# One Cold Night
One Cold Night es un álbum en directo en acústico de la banda sudafricana/norteamericana Seether, grabado en "The Grape Street Club" de Filadelfia el día 22 de febrero de 2006 y lanzado el 11 de julio de ese mismo año junto con un DVD. El álbum incluye canciones de los álbumes "Disclaimer" y "Disclaimer II" (éxitos como "Fine Again" o "Broken"), del "Karma and Effect" (la potentísima "Remedy", entre otras), así como una versión acústica de una canción "Tied My Hands" de su primer disco "Fragile" (cuando aún se llamaban "Saron Gas"), y también un cover de "Immortality" de Pearl Jam. Los temas "Needles" y "Burrito" no fueron incluidos porque la compañía discográfica no quería incluir obcenidades, aunque la primera fue incluida en la banda sonora del filme "Master of the Horror II". El DVD presenta una profunda entrevista con la banda, escenas-detrás-del-escenario y el vídeo del tema "The Gift".

## Lista de canciones
1. "Gasoline" - 2:57
2. "Driven Under" - 4:58
3. "Diseased" - 3:46
4. "Truth" - 5:15
5. "Immortality" (cover a Pearl Jam) - 5:02
6. "Tied My Hands" - 5:16
7. "Sympathetic" - 4:12
8. "Fine Again" - 5:05
9. "Broken" - 4:17
10. "The Gift" - 5:36
11. "Remedy" - 3:41
12. "Plastic Man" - 3:34
13. "The Gift" - 4:24

### iTunes bonus tracks
1. "Needles" (iTunes bonus track) - 4:54
2. "Burrito" (iTunes bonus track) - 4:02

## Personal
- Shaun Morgan – guitarra, voz
- Dale Stewart – bajo
- Pat Callahan – guitarra adicional
- John Humphrey – batería